# Lamiya Aji Bashar
Lamiya Aji Bashar (em árabe: لمياء حجي بشار; c. 1998) é uma ativista de direitos humanos yazidi. Ela foi premiada com o Prémio Sakharov, em conjunto com Nadia Murad, em 2016.

## Biografia
Aji Bashar é de Kocho, perto de Sinjar, Iraque. Em agosto de 2014, junto com Nadia Murad, ela foi raptada pelo grupo terrorista Estado Islâmico do Iraque e do Levante da aldeia e forçadas à escravidão sexual. Ela também foi forçada a fazer coletes de suicídio.
Ajudada por sua família, que pagou contrabandistas locais, ela fugiu em abril de 2016 e foi ferida por uma mina terrestre no processo. Ela recebeu tratamento médico na Alemanha. Em outubro de 2016, ela e Murad foram, conjuntamente, premiadas com o Prémio Sakharov; a cerimônia de premiação ocorrerá em dezembro de 2016.